# 好塩基球減少
好塩基球減少（Basopenia，Basocytopenia）は、好塩基球の欠乏を伴う無顆粒球症の一形態である。甲状腺中毒症、急性の過敏反応、感染等への生理的応答として発生する。排卵の指標として提案されている。正常値が非常に低い為、フローサイトメトリーでなければ検出する事は困難である。0.01×109/L未満と定義されている。

## 関連する病態
- 遺伝性の好塩基球の欠如（非常に稀）
- 糖質コルチコイドの濃度上昇
- 甲状腺機能亢進症または甲状腺ホルモン剤による治療
- 排卵
- 過敏性反応
  - 蕁麻疹[5][6][7]
  - アナフィラキシー
  - 薬剤性反応

- 白血球増多（各種疾患との関連）